# Prem Shunker
Prem Shunker es un diplomático, indio jubiliado.
- En 1955 fue entró al Indian Foreign Service.
- De 1957 a 1959 fue empleado en Kabul.
- De 1959 a 1960 fue empleado en Viena.
- De 1963 a 1968 fue empleado en París.
- De 1968 a 1969 fue empleado en Argel.
- De 1969 a 1971 fue embajador en  en Conakri (Guinea).
- De 1971 a 1974 fue empleado en El Cairo (Egipto).
- De 1974 a 1978 fue director en el Ministerio de Asuntos Exteriores (India).
- De 1978 a 1982 fue embajador en  en Copenhague (Dinamarca).
- De 1982 a 1984 fue embajador en  en Ciudad de Kuwait (Kuwait).
- De 1984 a 1985 fue oficial con tareas especiales en el Ministerio de Asuntos Exteriores (India).
- De 1986 a 1990 fue embajador en  en Dublín (Irlanda).[1]